# Ökensångare
Ökensångare (Curruca nana) är en tätting tillhörande familjen sylvior (Sylviidae). Den häckar i halvöken och torr stäpp i Centralasien från Kaspiska havet till Kina och Mongoliet. Övervintringsområdet sträcker sig från nordöstra Afrika via Arabiska halvön till Indien. Den är en sällsynt gäst i Västeuropa. IUCN kategoriserar den som livskraftig. Saharasångaren behandlades tidigare som en underart till ökensångaren. 

## Utseende och läte
Ökensångare är en liten sångare, som mäter 11,5–12,5 cm, med ljust sandfärgad ovansida och huvud, vitaktig undersida och ljust gul iris. Könen är lika och arten påminner om en liten törnsångarhona utan ljust tygelstreck men med ljust öga och ljusa ben. Ännu mer lik är den saharasångaren som tidigare behandlades som en underart. Ökensångaren är dock något större, gråare ovan, har mörkare handpennor och har svarta spolstreck på tertialer och mittre stjärtpennor, något saharasångaren saknar.

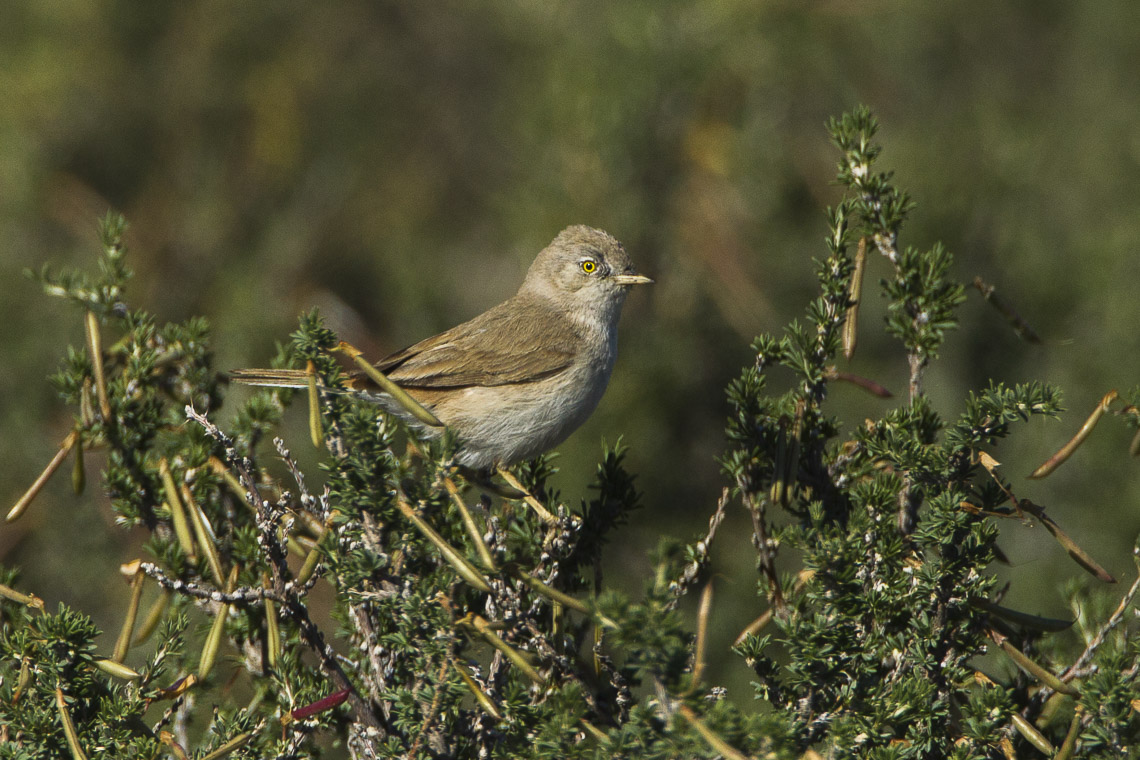
Ökensångare fotograferad i Kazakstan.

Sången är ljus och klingande, bestående av några dämpade toner följt av en silverklar fallande drill. Locklätet är ett tjattrigt "tjerr'r'r'r" påminnande om en sparv eller blåmes.

## Utbredning
Ökensångaren är en flyttfågel som häckar i det tempererade delarna av södra Centralasien, från Kaspiska havet till Mongoliet och västra Kina. Den övervintrar från allra nordöstligaste Afrika, över Arabiska halvön och till Indien. Den är en sällsynt gäst i Västeuropa men har observerats så långt västerut som Storbritannien som, tillsammans med Sverige och Finland är de länder i Västeuropa där den observerats flest gånger.
I Sverige föreligger 19 fynd, det första en ung hane som hittades död i Ottenby på Öland 1961. Bortsett från två vårfynd i maj och ett fynd i december har alla fåglar hittats i slutet av oktober eller början av november, och över hälften på Öland. 2016 påträffades sammanlagt hela tre individer, en på Öland, en Gotland och en mycket oväntat i ett industriområde i Borlänge.

## Taxonomi och systematik
Ökensångaren beskrevs taxonomiskt första gången 1833 av Wilhelm Hemprich och Christian Ehrenberg under det vetenskapliga namnet Curruca nana. Typspecimentet härstammar från södra El Tor på Sinaihalvön. Fågeln är närbesläktad med saharasångare (Curruca deserti) som tidigare behandlades som underart till ökensångare. Den är en monotypisk art och delas inte upp i några underarter.

### Släktestillhörighet
Arten placeras traditionellt i släktet Sylvia. Genetiska studier visar dock att Sylvia består av två klader som skildes åt för hela 15 miljoner år sedan. Sedan 2020 delar BirdLife Sverige och tongivande internationella auktoriteten International Ornithological Congress (IOC) därför upp Sylvia i två skilda släkten, varvid ökensångaren förs till Curruca. Även eBird/Clements följde efter 2021.

## Ekologi
Ökensångaren lever i sandig eller stenig halvöken, med sparsam vegetation. Den befinner sig ofta på marken där den rastlöst kilar på marken och den har en besynnerlig vana att hålla sig i närheten av ökenstenskvättor. Den är en insektsätare men livnär sig även på bär. Den placerar sitt bo i anslutning till låga buskage och den lägger i genomsnitt fyra till fem ägg, men kullar med sex ägg har observerats. Efter att ägen kläckts tar båda föräldrar hand om ungarna.

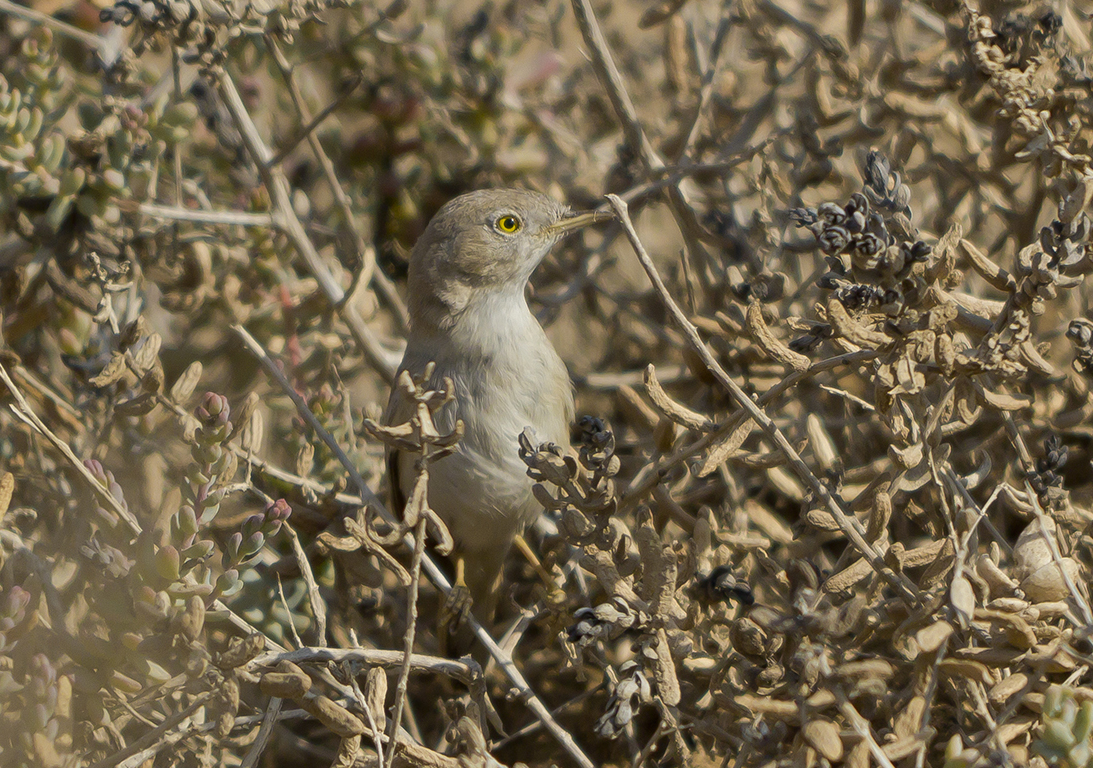

## Status och hot
Arten har ett stort utbredningsområde och en stor population med stabil utveckling. Utifrån dessa kriterier kategoriserar internationella naturvårdsunionen IUCN arten som livskraftig (LC). Ökensångaren påverkas av habitatförlust orsakat av överbete och jordbrukets intesifiering.

## Namn
Ökensångarens vetenskapliga artnamn nana betyder "dvärg".